# Забрдє (Мирна)
Забрдє (словен. Zabrdje) — поселення в общині Мирна, регіон Південно-Східна Словенія, Словенія.